# Список червоних карток на чемпіонатах світу з футболу
Нижче наведено список червоних карток, показаних протягом чемпіонатів світу з футболу, не враховуючи кваліфікаційних матчів.

## Визначні червоні картки
- Пласідо Галіндо був першим гравцем, який отримав червону картку, у матчі Перу проти Румунії, що відбувся 14 липня 1930.
- Хосе Батіста отримав найшвидшу червону картку, коли був вилучений на 1-й хвилині матчу Уругваю проти Шотландії 1986 року. Сфолив південноамериканець на Гордоні Стракані.
- П'ять футболістів були вилучені під час фінальних поєдинків. Першим був аргентинець Педро Монсон 1990 року, у тому ж матчі було вилучено також і його партнера по команді Густаво Десотті. Марсель Десаї 1998 року став першим гравцем, після вилучення якого його команда перемогла.
- Аргентинець Клаудіо Каніджа став першим футболістом, який був вилучений з лави запасних, після того, як він нецензурно вилаявся до рефері у грі проти Швеції у 2002 році.
- Рігобер Сонг став першим гравцем, якого двічі вилучали: 1994 і 1998 роках. Згодом це повторив Зінедін Зідан: 1998 і 2006 роках.
- Найбільшу кількість вилучень мають три південноамериканські команди: Бразилія — 11, Аргентина — 10 та Уругвай — 9.
- Найбільша кількість вилучення за гру відбулась у матчі Нідерланди–Португалія 2006 року: тоді було показано чотири червоних картки, по дві на команду. Також у тій зустрічі рефері Валентин Іванов показав шістнадцять жовтих карток, що також є рекордом турніру.

## Список червоних карток
| Вилучення | Гравець                 | або | Час отримання | Команда              | Результат матчу | Суперник          | Турнір                  | Раунд         | Дата           |
| --------- | ----------------------- | --- | ------------- | -------------------- | --------------- | ----------------- | ----------------------- | ------------- | -------------- |
| 1.        | Пласідо Галіндо         |     | 54'           | Перу                 | 1-3             | Румунія           | 1930, Уругвай           | перший раунд  | 14 липня 1930  |
| 2.        | Імре Маркош             |     | 63'           | Угорщина             | 1-2             | Австрія           | 1934, Італія            | чвертьфінал   | 31 травня 1934 |
| 3.        | Ганс Пессер             |     | 96'           | Німеччина            | 1-1 дч          | Швейцарія         | 1938, Франція           | перший раунд  | 4 червня 1938  |
| 4.        | Зезе Прокопіо           |     | 14'           | Бразилія             | 1-1 дч          | Чехословаччина    | 1938, Франція           | чвертьфінал   | 12 червня 1938 |
| 5.        | Ян Ржига                |     | 89'           | Чехословаччина       | 1-1 дч          | Бразилія          | 1938, Франція           | чвертьфінал   | 12 червня 1938 |
| 6.        | Артур Машадо            |     | 89'           | Бразилія             | 1-1 дч          | Чехословаччина    | 1938, Франція           | чвертьфінал   | 12 червня 1938 |
| 7.        | Йожеф Божик             |     | 71'           | Угорщина             | 4-2             | Бразилія          | 1954, Швейцарія         | чвертьфінал   | 27 червня 1954 |
| 8.        | Нілтон Сантос           |     | 71'           | Бразилія             | 2-4             | Угорщина          | 1954, Швейцарія         | чвертьфінал   | 27 червня 1954 |
| 9.        | Умберто Барбоза Тоцці   |     | 79'           | Бразилія             | 2-4             | Угорщина          | 1954, Швейцарія         | чвертьфінали  | 27 червня 1954 |
| 10.       | Ференц Шипош            |     | 79'           | Угорщина             | 1-2             | Уельс             | 1958, Швеція            | перший раунд  | 17 червня 1958 |
| 11.       | Тітус Буберник          |     | 102'          | Чехословаччина       | 1-2             | Північна Ірландія | 1958, Швеція            | перший раунд  | 17 червня 1958 |
| 12.       | Еріх Юсковяк            |     | 59'           | ФРН                  | 1-3             | Швеція            | 1958, Швеція            | півфінал      | 24 червня 1958 |
| 13.       | Джорджо Ферріні         |     | 8'            | Італія               | 0-2             | Чилі              | 1962, Чилі              | перший раунд  | 2 червня 1962  |
| 14.       | Маріо Давід             |     | 41'           | Італія               | 0-2             | Чилі              | 1962, Чилі              | перший раунд  | 2 червня 1962  |
| 15.       | Анхель Кабрера          |     | 71'           | Уругвай              | 1-3             | Югославія         | 1962, Чилі              | перший раунд  | 2 червня 1962  |
| 16.       | Владица Попович         |     | 71'           | Югославія            | 3-1             | Уругвай           | 1962, Чилі              | перший раунд  | 2 червня 1962  |
| 17.       | Оноріно Ланда           |     | 80'           | Чилі                 | 2-4             | Бразилія          | 1962, Чилі              | півфінал      | 1943           |
| 18.       | Гаррінча                |     | 83'           | Бразилія             | 4-2             | Чилі              | 1962, Чилі              | півфінал      | 13 червня 1962 |
| 19.       | Рафаель Альбрехт        |     | 65'           | Аргентина            | 0-0             | ФРН               | 1966, Англія            | перший раунд  | 16 липня 1966  |
| 20.       | Антоніо Раттін          |     | 35'           | Аргентина            | 0-1             | Англія            | 1966, Англія            | чвертьфінал   | 23 липня 1966  |
| 21.       | Орасіо Троче            |     | 49'           | Уругвай              | 0-4             | ФРН               | 1966, Англія            | чвертьфінал   | 23 липня 1966  |
| 22.       | Ектор Сільва            |     | 54'           | Уругвай              | 0-4             | ФРН               | 1966, Англія            | чвертьфінал   | 23 липня 1966  |
| 23.       | Ігор Численко           |     | 44'           | СРСР                 | 1-2             | ФРН               | 1966, Англія            | півфінал      | 25 липня 1966  |
| 24.       | Карлос Касселі          |     | 13', 67'      | Чилі                 | 0-1             | ФРН               | 1974, Західна Німеччина | перший раунд  | 14 червня 1974 |
| 25.       | Хуліо Монтеро Кастільйо |     | 69'           | Уругвай              | 0-2             | Нідерланди        | 1974, Західна Німеччина | перший раунд  | 15 червня 1974 |
| 26.       | Муламба Ндає            |     | 22'           | Заїр                 | 0-9             | Югославія         | 1974, Західна Німеччина | перший раунд  | 18 червня 1974 |
| 27.       | Рей Річардс             |     | 37', 83'      | Австралія            | 0-0             | Чилі              | 1974, Західна Німеччина | перший раунд  | 22 червня 1974 |
| 28.       | Луїс Перейра            |     | 84'           | Бразилія             | 0-2             | Нідерланди        | 1974, Західна Німеччина | другий раунд  | 3 липня 1974   |
| 29.       | Андраш Теречик          |     | 48', 82'      | Угорщина             | 1-2             | Аргентина         | 1978, Аргентина         | перший раунд  | 2 червня 1978  |
| 30.       | Тібор Ньїлаші           |     | 21', 89'      | Угорщина             | 1-2             | Аргентина         | 1978, Аргентина         | перший раунд  | 2 червня 1978  |
| 31.       | Дік Наннінга            |     | 88'           | Нідерланди           | 2-2             | ФРН               | 1978, Аргентина         | другий раунд  | 18 червня 1978 |
| 32.       | Ладислав Візек          |     | 87'           | Чехословаччина       | 1-1             | Франція           | 1982, Іспанія           | перший раунд  | 24 червня 1982 |
| 33.       | Хільберто Єарвуд        |     | 89'           | Гондурас             | 0-1             | Югославія         | 1982, Іспанія           | перший раунд  | 24 червня 1982 |
| 34.       | Мел Донагі              |     | 62'           | Північна Ірландія    | 1-0             | Іспанія           | 1982, Іспанія           | перший раунд  | 25 червня 1982 |
| 35.       | Амеріко Гальєго         |     | 84'           | Аргентина            | 1-2             | Італія            | 1982, Іспанія           | другий раунд  | 29 червня 1982 |
| 36.       | Дієго Марадона          |     | 85'           | Аргентина            | 1-3             | Бразилія          | 1982, Іспанія           | другий раунд  | 2 липня 1982   |
| 37.       | Майк Свіні              |     | 52', 85'      | Канада               | 0-2             | Угорщина          | 1986, Мексика           | перший раунд  | 6 червня 1986  |
| 38.       | Рей Вілкінс             |     | 40', 42'      | Англія               | 0-0             | Марокко           | 1986, Мексика           | перший раунд  | 6 червня 1986  |
| 39.       | Басіл Горгіс            |     | 52'           | Ірак                 | 1-2             | Бельгія           | 1986, Мексика           | перший раунд  | 8 червня 1986  |
| 40.       | Мігель Боссіо           |     | 13', 19'      | Уругвай              | 1-6             | Данія             | 1986, Мексика           | перший раунд  | 8 червня 1986  |
| 41.       | Хосе Батіста            |     | 1'            | Уругвай              | 0-0             | Шотландія         | 1986, Мексика           | перший раунд  | 13 червня 1986 |
| 42.       | Франк Арнесен           |     | 36', 88'      | Данія                | 2-0             | ФРН               | 1986, Мексика           | перший раунд  | 13 червня 1986 |
| 43.       | Томас Бертольд          |     | 64'           | ФРН                  | 0-0             | Мексика           | 1986, Мексика           | чвертьфінал   | 21 червня 1986 |
| 44.       | Хав'єр Агірре           |     | 20', 100'     | Мексика              | 0-0             | ФРН               | 1986, Мексика           | чвертьфінал   | 21 червня 1986 |
| 45.       | Андре Кана-Біїк         |     | 61'           | Камерун              | 1-0             | Аргентина         | 1990, Італія            | перший раунд  | 8 червня 1990  |
| 46.       | Бенжамен Массінг        |     | 10', 89'      | Камерун              | 1-0             | Аргентина         | 1990, Італія            | перший раунд  | 8 червня 1990  |
| 47.       | Ерік Віналда            |     | 52'           | США                  | 1-5             | Чехословаччина    | 1990, Італія            | перший раунд  | 10 червня 1990 |
| 48.       | Володимир Безсонов      |     | 48'           | СРСР                 | 0-2             | Аргентина         | 1990, Італія            | перший раунд  | 13 червня 1990 |
| 49.       | Ерік Геретс             |     | 35', 42'      | Бельгія              | 3-1             | Уругвай           | 1990, Італія            | перший раунд  | 17 червня 1990 |
| 50.       | Халіль Ганім            |     | 36', 76'      | ОАЕ                  | 1-4             | Югославія         | 1990, Італія            | перший раунд  | 19 червня 1990 |
| 51.       | Пітер Артнер            |     | 34'           | Австрія              | 2-1             | США               | 1990, Італія            | перший раунд  | 19 червня 1990 |
| 52.       | Юн Док Йо               |     | 70'           | Південна Корея       | 0-1             | Уругвай           | 1990, Італія            | перший раунд  | 21 червня 1990 |
| 53.       | Рікардо Гомес           |     | 85'           | Бразилія             | 0-1             | Аргентина         | 1990, Італія            | другий раунд  | 24 червня 1990 |
| 54.       | Руді Феллер             |     | 22'           | ФРН                  | 2-1             | Нідерланди        | 1990, Італія            | другий раунд  | 24 червня 1990 |
| 55.       | Франк Райкаард          |     | 22'           | Нідерланди           | 1-2             | ФРН               | 1990, Італія            | другий раунд  | 24 червня 1990 |
| 56.       | Рефік Шабанаджович      |     | 31'           | Югославія            | 0-0 дч          | Аргентина         | 1990, Італія            | чвертьфінал   | 30 червня 1990 |
| 57.       | Любомир Моравчик        |     | 11', 70'      | Чехословаччина       | 0-1             | ФРН               | 1990, Італія            | чвертьфінал   | 1 липня 1990   |
| 58.       | Рікардо Джусті          |     | 103'          | Аргентина            | 1-1 дч          | Італія            | 1990, Італія            | півфінал      | 3 липня 1990   |
| 59.       | Педро Монсон            |     | 65'           | Аргентина            | 0-1             | ФРН               | 1990, Італія            | фінал         | 8 липня 1990   |
| 60.       | Густаво Десотті         |     | 87'           | Аргентина            | 0-1             | ФРН               | 1990, Італія            | фінал         | 8 липня 1990   |
| 61.       | Марко Етчеверрі         |     | 84'           | Болівія              | 0-1             | Німеччина         | 1994, США               | перший раунд  | 17 червня 1994 |
| 62.       | Мігель Анхель Надаль    |     | 26'           | Іспанія              | 2-2             | Південна Корея    | 1994, США               | перший раунд  | 17 червня 1994 |
| 63.       | Йон Владою              |     | 74'           | Румунія              | 1-4             | Швейцарія         | 1994, США               | перший раунд  | 22 червня 1994 |
| 64.       | Джанлука Пальюка        |     | 21'           | Італія               | 1-0             | Норвегія          | 1994, США               | перший раунд  | 23 червня 1994 |
| 65.       | Луїс Крістальдо         |     | 22', 82'      | Болівія              | 0-0             | Південна Корея    | 1994, США               | перший раунд  | 23 червня 1994 |
| 66.       | Ріжобер Сонг            |     | 84'           | Камерун              | 0-3             | Бразилія          | 1994, США               | перший раунд  | 24 червня 1994 |
| 67.       | Сергій Горлукович       |     | 1', 49'       | Росія                | 1-3             | Швеція            | 1994, США               | перший раунд  | 24 червня 1994 |
| 68.       | Цанко Цветанов          |     | 45', 67'      | Болгарія             | 2-0             | Аргентина         | 1994, США               | перший раунд  | 30 червня 1994 |
| 69.       | Леонардо Араужо         |     | 44'           | Бразилія             | 1-0             | США               | 1994, США               | другий раунд  | 4 липня 1994   |
| 70.       | Фернандо Клавіхо        |     | 64', 85'      | США                  | 0-1             | Бразилія          | 1994, США               | другий раунд  | 4 липня 1994   |
| 71.       | Джанфранко Дзола        |     | 76'           | Італія               | 2-1 дч          | Нігерія           | 1994, США               | другий раунд  | 5 липня 1994   |
| 72.       | Еміл Кременлієв         |     | 12', 50'      | Болгарія             | 1-1 дч          | Мексика           | 1994, США               | другий раунд  | 5 липня 1994   |
| 73.       | Луїс Гарсія             |     | 28', 57'      | Мексика              | 1-1 дч          | Болгарія          | 1994, США               | другий раунд  | 5 липня 1994   |
| 74.       | Стефан Шварц            |     | 43', 101'     | Швеція               | 2-2 дч          | Румунія           | 1994, США               | чвертьфінал   | 10 липня 1994  |
| 75.       | Йонас Терн              |     | 64'           | Швеція               | 0-1             | Бразилія          | 1994, США               | півфінал      | 13 липня 1994  |
| 76.       | Анатолій Нанков         |     | 27', 89'      | Болгарія             | 0-0             | Парагвай          | 1998, Франція           | перший раунд  | 12 червня 1998 |
| 77.       | Ха Сок Чу               |     | 30'           | Південна Корея       | 1-3             | Мексика           | 1998, Франція           | перший раунд  | 13 червня 1998 |
| 78.       | Патрік Клюйверт         |     | 79'           | Нідерланди           | 0-0             | Бельгія           | 1998, Франція           | перший раунд  | 13 червня 1998 |
| 79.       | Раймонд Калла           |     | 43'           | Камерун              | 0-3             | Італія            | 1998, Франція           | перший раунд] | 17 червня 1998 |
| 80.       | Міклош Мольнар          |     | 67'           | Данія                | 1-1             | ПАР               | 1998, Франція           | перший раунд  | 18 червня 1998 |
| 81.       | Альфред Фірі            |     | 65', 68'      | ПАР                  | 1-1             | Данія             | 1998, Франція           | перший раунд  | 18 червня 1998 |
| 82.       | Мортен Віггорст         |     | 85'           | Данія                | 1-1             | ПАР               | 1998, Франція           | перший раунд  | 18 червня 1998 |
| 83.       | Мохаммед Аль-Хілайві    |     | 19'           | Саудівська Аравія    | 0-4             | Франція           | 1998, Франція           | перший раунд  | 18 червня 1998 |
| 84.       | Зінедін Зідан           |     | 71'           | Франція              | 4-0             | Саудівська Аравія | 1998, Франція           | перший раунд  | 18 червня 1998 |
| 85.       | Павел Пардо             |     | 29'           | Мексика              | 2-2             | Бельгія           | 1998, Франція           | перший раунд  | 20 червня 1998 |
| 86.       | Герт Вергеєн            |     | 55'           | Бельгія              | 2-2             | Мексика           | 1998, Франція           | перший раунд  | 20 червня 1998 |
| 87.       | Дарріл Павелл           |     | 4', 45'       | Ямайка               | 0-5             | Аргентина         | 1998, Франція]          | перший раунд  | 21 червня 1998 |
| 88.       | Ріжобер Сонг            |     | 8', 51'       | Камерун              | 1-1             | Чилі              | 1998, Франція           | перший раунд  | 23 червня 1998 |
| 89.       | Лоран Етаме Маєр        |     | 89'           | Камерун              | 1-1             | Чилі              | 1998, Франція           | перший раунд  | 23 червня 1998 |
| 90.       | Крейг Берлі             |     | 54'           | Шотландія            | 0-3             | Марокко           | 1998, Франція           | перший раунд  | 23 червня 1998 |
| 91.       | Рамон Рамірес           |     | 89'           | Мексика              | 2-2             | Нідерланди        | 1998, Франція           | перший раунд  | 25 червня 1998 |
| 92.       | Девід Бекхем            |     | 47'           | Англія               | 2-2 дч          | Аргентина         | 1998, Франція           | другий раунд  | 30 червня 1998 |
| 93.       | Артур Нуман             |     | 17', 76'      | Нідерланди           | 2-1             | Аргентина         | 1998, Франція           | чвертьфінал   | 4 липня 1998   |
| 94.       | Аріель Ортега           |     | 87'           | Аргентина            | 1-2             | Нідерланди        | 1998, Франція           | чвертьфінал   | 4 липня 1998   |
| 95.       | Крістіан Вернс          |     | 40'           | Німеччина            | 0-3             | Хорватія          | 1998, Франція           | чвертьфінал   | 4 липня 1998   |
| 96.       | Лоран Блан              |     | 73'           | Франція              | 2-1             | Хорватія          | 1998, Франція           | півфінал      | 8 липня 1998   |
| 97.       | Марсель Десаї           |     | 48', 68'      | Франція              | 3-0             | Бразилія          | 1998, Франція           | фінал         | 12 липня 1998  |
| 98.       | Борис Живкович          |     | 59'           | Хорватія             | 0-1             | Мексика           | 2002, Корея/Японія      | перший раунд  | 3 червня 2002  |
| 99.       | Алпай Езалан            |     | 86'           | Туреччина            | 1-2             | Бразилія          | 2002, Корея/Японія      | перший раунд  | 3 червня 2002  |
| 100.      | Хакан Юнсал             |     | 24', 90'      | Туреччина            | 1-2             | Бразилія          | 2002, Корея/Японія      | перший раунд  | 3 червня 2002  |
| 101.      | Тьєррі Анрі             |     | 25'           | Франція              | 0-0             | Уругвай           | 2002, Корея/Японія      | перший раунд  | 6 червня 2002  |
| 102.      | Саліф Діао              |     | 62'           | Сенегал              | 1-1             | Данія             | 2002, Корея/Японія      | перший раунд  | 6 червня 2002  |
| 103.      | Карстен Рамелов         |     | 37', 40'      | Німеччина            | 2-0             | Камерун           | 2002, Корея/Японія      | перший раунд  | 11 червня 2002 |
| 104.      | Патрік Суффо            |     | 60', 77'      | Камерун              | 0-2             | Німеччина         | 2002, Корея/Японія      | перший раунд  | 11 червня 2002 |
| 105.      | Клаудіо Каніджа1        |     | 45'           | Аргентина            | 1-1             | Швеція            | 2002, Корея/Японія      | перший раунд  | 12 червня 2002 |
| 106.      | Карлос Паредес          |     | 4', 22'       | Парагвай             | 3-1             | Словенія          | 2002, Корея/Японія      | перший раунд  | 12 червня 2002 |
| 107.      | Настя Чех               |     | 81'           | Словенія             | 1-3             | Парагвай          | 2002, Корея/Японія      | перший раунд  | 12 червня 2002 |
| 108.      | Шао Цзяї                |     | 58'           | КНР                  | 0-3             | Туреччина         | 2002, Корея/Японія      | перший раунд  | 13 червня 2002 |
| 109.      | Жуан Віейра Пінту       |     | 29'           | Португалія           | 0-1             | Південна Корея    | 2002, Корея/Японія      | перший раунд  | 14 червня 2002 |
| 110.      | Бету                    |     | 22', 66'      | Португалія           | 0-1             | Південна Корея    | 2002, Корея/Японія      | перший раунд  | 14 червня 2002 |
| 111.      | Роберто Акунья          |     | 90'           | Парагвай             | 0-1             | Німеччина         | 2002, Корея/Японія      | другий раунд  | 15 червня 2002 |
| 112.      | Рафаель Маркес          |     | 88'           | Мексика              | 0-2             | США               | 2002, Корея/Японія      | другий раунд  | 17 червня 2002 |
| 113.      | Франческо Тотті         |     | 22', 103'     | Італія               | 1-2 дч          | Південна Корея    | 2002, Корея/Японія      | другий раунд  | 18 червня 2002 |
| 114.      | Роналдінью              |     | 57'           | Бразилія             | 2-1             | Англія            | 2002, Корея/Японія      | чвертьфінал   | 21 червня 2002 |
| 115.      | Ейвері Джон             |     | 15', 46'      | Тринідад і Тобаго    | 0-0             | Швеція            | 2006, Німеччина         | перший раунд  | 10 червня 2006 |
| 116.      | Жан-Поль Абало          |     | 23', 53'      | Того                 | 1-2             | Південна Корея    | 2006, Німеччина         | перший раунд  | 13 червня 2006 |
| 117.      | Владислав Ващук         |     | 47'           | Україна              | 0-4             | Іспанія           | 2006, Німеччина         | перший раунд  | 14 червня 2006 |
| 118.      | Радослав Соболевський   |     | 28', 75'      | Польща               | 0-1             | Німеччина         | 2006, Німеччина         | перший раунд  | 14 червня 2006 |
| 119.      | Матея Кежман            |     | 65'           | Сербія та Чорногорія | 0-6             | Аргентина         | 2006, Німеччина         | перший раунд  | 16 червня 2006 |
| 120.      | Андре Маканга           |     | 44', 79'      | Ангола               | 0-0             | Мексика           | 2006, Німеччина         | перший раунд  | 16 червня 2006 |
| 121.      | Томаш Уйфалуші          |     | 66'           | Чехія                | 0-2             | Гана              | 2006, Німеччина         | перший раунд  | 17 червня 2006 |
| 122.      | Даніеле Де Россі        |     | 28'           | Італія               | 1-1             | США               | 2006, Німеччина         | перший раунд  | 17 червня 2006 |
| 123.      | Пабло Мастроені         |     | 45'           | США                  | 1-1             | Італія            | 2006, Німеччина         | перший раунд  | 17 червня 2006 |
| 124.      | Едді Поп                |     | 21', 47'      | США                  | 1-1             | Італія            | 2006, Німеччина         | перший раунд  | 17 червня 2006 |
| 125.      | Луїс Перес              |     | 27', 61'      | Мексика              | 1-2             | Португалія        | 2006, Німеччина         | перший раунд  | 21 червня 2006 |
| 126.      | Альберт Надь            |     | 17', 45'      | Сербія та Чорногорія | 2-3             | Кот-д'Івуар       | 2006, Німеччина         | перший раунд  | 21 червня 2006 |
| 127.      | Сиріль Доморо           |     | 41', 90'      | Кот-д'Івуар          | 3-2             | Сербія            | 2006, Німеччина         | перший раунд  | 21 червня 2006 |
| 128.      | Ян Полак                |     | 35', 45'      | Чехія                | 0-2             | Італія            | 2006, Німеччина         | перший раунд  | 22 червня 2006 |
| 129.      | Даріо Шимич             |     | 32', 85'      | Хорватія             | 2-2             | Австралія         | 2006, Німеччина         | перший раунд  | 22 червня 2006 |
| 130.      | Бретт Емертон           |     | 81', 87'      | Австралія            | 2-2             | Хорватія          | 2006, Німеччина         | перший раунд  | 22 червня 2006 |
| 131.      | Йосип Шимунич           |     | 62', 90'      | Хорватія             | 2-2             | Австралія         | 2006, Німеччина         | перший раунд  | 22 червня 2006 |
| 132.      | Зіад Жазірі             |     | 9', 45'       | Туніс                | 0-1             | Україна           | 2006, Німеччина         | перший раунд  | 23 червня 2006 |
| 133.      | Тедді Лучіч             |     | 28', 35'      | Швеція               | 0-2             | Німеччина         | 2006, Німеччина         | другий раунд  | 24 червня 2006 |
| 134.      | Коштінья                |     | 31', 45'      | Португалія           | 1-0             | Нідерланди        | 2006, Німеччина         | другий раунд  | 25 червня 2006 |
| 135.      | Халід Буларуз           |     | 7', 64'       | Нідерланди           | 0-1             | Португалія        | 2006, Німеччина         | другий раунд  | 25 червня 2006 |
| 136.      | Деку                    |     | 73', 78'      | Португалія           | 1-0             | Нідерланди        | 2006, Німеччина         | другий раунд  | 25 червня 2006 |
| 137.      | Джованні ван Бронкгорст |     | 59', 90'      | Нідерланди           | 0-1             | Португалія        | 2006, Німеччина         | другий раунд  | 25 червня 2006 |
| 138.      | Марко Матерацці         |     | 51'           | Італія               | 1-0             | Австралія         | 2006, Німеччина         | другий раунд  | 26 червня 2006 |
| 139.      | Асамоа Г'ян             |     | 48', 81'      | Гана                 | 0-3             | Бразилія          | 2006, Німеччина         | другий раунд  | 27 червня 2006 |
| 140.      | Леандро Куфре1          |     | 120'          | Аргентина            | 1-1 дч          | Німеччина         | 2006, Німеччина         | чвертьфінал   | 30 червня 2006 |
| 141.      | Вейн Руні               |     | 62'           | Англія               | 0-0 дч          | Португалія        | 2006, Німеччина         | чвертьфінал   | 1 липня 2006   |
| 142.      | Зінедін Зідан           |     | 110'          | Франція              | 1-1 дч          | Італія            | 2006, Німеччина         | фінал         | 9 липня 2006   |
| 143.      | Ніколас Лодейро         |     | 65', 81'      | Уругвай              | 0-0             | Франція           | 2010, ПАР               | перший раунд  | 11 червня 2010 |
| 144.      | Абделькадер Геззаль     |     | 59', 73'      | Алжир                | 0-1             | Словенія          | 2010, ПАР               | перший раунд  | 13 червня 2010 |
| 145.      | Александар Лукович      |     | 54', 74'      | Сербія               | 0-1             | Гана              | 2010, ПАР               | перший раунд  | 13 червня 2010 |
| 146.      | Тім Кегілл              |     | 56'           | Австралія            | 0-4             | Німеччина         | 2010, ПАР               | перший раунд  | 13 червня 2010 |
| 147.      | Ітумеленг Хуне          |     | 76'           | ПАР                  | 0-3             | Уругвай           | 2010, ПАР               | перший раунд  | 16 червня 2010 |
| 148.      | Сані Кайта              |     | 33'           | Нігерія              | 1-2             | Греція            | 2010, ПАР               | перший раунд  | 17 червня 2010 |
| 149.      | Мірослав Клозе          |     | 12', 37'      | Німеччина            | 0-1             | Сербія            | 2010, ПАР               | перший раунд  | 18 червня 2010 |
| 150.      | Гаррі К'юелл            |     | 24'           | Австралія            | 1-1             | Гана              | 2010, ПАР               | перший раунд  | 19 червня 2010 |
| 151.      | Кака                    |     | 85', 88'      | Бразилія             | 3-1             | Кот-д'Івуар       | 2010, ПАР               | перший раунд  | 20 червня 2010 |
| 152.      | Валон Бехрамі           |     | 31'           | Швейцарія            | 0-1             | Чилі              | 2010, ПАР               | перший раунд  | 21 червня 2010 |
| 153.      | Йоанн Гуркюфф           |     | 25'           | Франція              | 1-2             | ПАР               | 2010, ПАР               | перший раунд  | 22 червня 2010 |
| 154.      | Антар Ях'я              |     | 76', 90'      | Алжир                | 0-1             | США               | 2010, ПАР               | перший раунд  | 23 червня 2010 |
| 155.      | Марко Естрада           |     | 21', 37'      | Чилі                 | 1-2             | Іспанія           | 2010, ПАР               | перший раунд  | 25 червня 2010 |
| 156.      | Рікарду Кошта           |     | 89'           | Португалія           | 0-1             | Іспанія           | 2010, ПАР               | другий раунд  | 29 червня 2010 |
| 157.      | Феліпе Мело             |     | 73'           | Бразилія             | 1-2             | Нідерланди        | 2010, ПАР               | чвертьфінал   | 2 липня 2010   |
| 158.      | Луїс Суарес             |     | 120'          | Уругвай              | 1-1 дч          | Гана              | 2010, ПАР               | чвертьфінал   | 2 липня 2010   |
| 159.      | Джон Гейтінга           |     | 56', 109'     | Нідерланди           | 0-1 дч          | Іспанія           | 2010, ПАР               | фінал         | 11 липня 2010  |
| 160.      | Максі Перейра           |     | 94'           | Уругвай              | 1–3             | Коста-Рика        | 2014, Бразилія          | Груповий етап | 14 червня 2014 |
| 161.      | Вілсон Паласіос         |     | 28', 44'      | Гондурас             | 0–3             | Франція           | 2014, Бразилія          | Груповий етап | 15 червня 2014 |
| 162.      | Пепе                    |     | 37'           | Португалія           | 0–4             | Німеччина         | 2014, Бразилія          | Груповий етап | 16 червня 2014 |
| 163.      | Алекс Сонг              |     | 40'           | Камерун              | 0–4             | Хорватія          | 2014, Бразилія          | Груповий етап | 18 червня 2014 |
| 164.      | Костас Кацураніс        |     | 27', 38'      | Греція               | 0–0             | Японія            | 2014, Бразилія          | Груповий етап | 19 червня 2014 |
| 165.      | Анте Ребич              |     | 89'           | Хорватія             | 1–3             | Мексика           | 2014, Бразилія          | Груповий етап | 23 червня 2014 |
| 166.      | Клаудіо Маркізіо        |     | 59'           | Італія               | 0–1             | Уругвай           | 2014, Бразилія          | Груповий етап | 24 червня 2014 |
| 167.      | Антоніо Валенсія        |     | 48'           | Еквадор              | 0–0             | Франція           | 2014, Бразилія          | Груповий етап | 25 червня 2014 |
| 168.      | Стівен Дефур            |     | 45'           | Бельгія              | 1–0             | Південна Корея    | 2014, Бразилія          | Груповий етап | 26 червня 2014 |
| 169.      | Оскар Дуарте            |     | 42', 66'      | Коста-Рика           | 1–1 дч          | Греція            | 2014, Бразилія          | 1/8 фіналу    | 29 червня 2014 |
| 170.      | Карлос Санчес Морено    |     | 4'            | Колумбія             | 1–2             | Японія            | 2018, Росія             | Груповий етап | 19 червня 2018 |
| 171.      | Жером Боатенг           |     | 71', 82'      | Німеччина            | 2–1             | Швеція            | 2018, Росія             | Груповий етап | 23 червня 2018 |
| 172.      | Ігор Смольников         |     | 27', 36'      | Росія                | 0–3             | Уругвай           | 2018, Росія             | Груповий етап | 25 червня 2018 |
| 173.      | Міхаель Ланг            |     | 94'           | Швейцарія            | 0–1             | Швеція            | 2018, Росія             | 1/8 фіналу    | 3 липня 2018   |

1 З лави запасних